# Campeonato Europeu de Patinação Artística no Gelo de 2008
O Campeonato Europeu de Patinação Artística no Gelo de 2008 foi a centésima edição do Campeonato Europeu de Patinação Artística no Gelo, um evento anual de patinação artística no gelo organizado pela União Internacional de Patinação (em inglês:  International Skating Union) onde os patinadores artísticos competem pelo título de campeão europeu. A competição foi disputada entre os dias 22 de janeiro e 27 de janeiro, na cidade de Zagreb, Croácia.

## Eventos
- Individual masculino
- Individual feminino
- Duplas
- Dança no gelo

## Medalhistas
| Evento                        | Ouro                                         | Prata                                            | Bronze                                      |
| Individual masculino detalhes | Tomáš Verner · República Tcheca              | Stéphane Lambiel · Suíça                         | Brian Joubert · França                      |
| Individual feminino detalhes  | Carolina Kostner · Itália                    | Sarah Meier · Suíça                              | Laura Lepistö · Finlândia                   |
| Duplas detalhes               | Aliona Savchenko · Robin Szolkowy · Alemanha | Maria Mukhortova · Maxim Trankov · Rússia        | Yuko Kawaguchi · Alexander Smirnov · Rússia |
| Dança no gelo detalhes        | Oksana Domnina · Maxim Shabalin · Rússia     | Isabelle Delobel · Olivier Schoenfelder · França | Jana Khokhlova · Sergei Novitski · Rússia   |

## Resultados

### Individual masculino

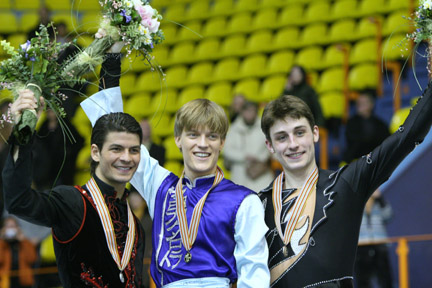
Pódio da competição individual masculina, da esquerda para direita: Stéphane Lambiel (prata); Tomáš Verner (ouro); e Brian Joubert (bronze).

| Medalha de ouro                                       | Tomáš Verner         | República Tcheca | 232.67 | 79.03 (1)  | 153.64 (1)  |
| Medalha de prata                                      | Stéphane Lambiel     | Suíça            | 225.24 | 71.78 (3)  | 153.46 (2)  |
| Medalha de bronze                                     | Brian Joubert        | França           | 219.45 | 75.25 (2)  | 144.20 (4)  |
| 4                                                     | Sergei Voronov       | Rússia           | 210.13 | 64.26 (6)  | 145.87 (3)  |
| 5                                                     | Kevin van der Perren | Bélgica          | 199.57 | 66.33 (4)  | 133.24 (5)  |
| 6                                                     | Adrian Schultheiss   | Suécia           | 184.94 | 63.40 (8)  | 121.54 (6)  |
| 7                                                     | Kristoffer Berntsson | Suécia           | 182.45 | 65.62 (5)  | 116.83 (10) |
| 8                                                     | Andrei Lutai         | Rússia           | 180.46 | 63.04 (9)  | 117.42 (9)  |
| 9                                                     | Sergei Davydov       | Bielorrússia     | 179.90 | 58.63 (12) | 121.27 (7)  |
| 10                                                    | Alban Préaubert      | França           | 178.63 | 60.54 (10) | 118.09 (8)  |
| 11                                                    | Gregor Urbas         | Eslovênia        | 176.57 | 63.43 (7)  | 113.14 (13) |
| 12                                                    | Yannick Ponsero      | França           | 172.43 | 59.28 (11) | 113.15 (12) |
| 13                                                    | Peter Liebers        | Alemanha         | 165.14 | 50.47 (21) | 114.67 (11) |
| 14                                                    | Clemens Brummer      | Alemanha         | 163.81 | 51.26 (17) | 112.55 (14) |
| 15                                                    | Karel Zelenka        | Itália           | 161.47 | 56.29 (13) | 105.18 (16) |
| 16                                                    | Michal Březina       | República Tcheca | 160.37 | 54.13 (14) | 106.24 (15) |
| 17                                                    | Javier Fernández     | Espanha          | 154.10 | 51.94 (16) | 102.16 (17) |
| 18                                                    | Alexandr Kazakov     | Bielorrússia     | 151.98 | 51.16 (18) | 100.82 (18) |
| 19                                                    | Paolo Bacchini       | Itália           | 151.39 | 50.90 (20) | 100.49 (19) |
| 20                                                    | Vitali Sazonets      | Ucrânia          | 150.78 | 50.31 (22) | 100.47 (20) |
| 21                                                    | Konstantin Tupikov   | Polônia          | 149.80 | 52.08 (15) | 97.72 (21)  |
| 22                                                    | Moris Pfeifhofer     | Suíça            | 144.32 | 49.84 (23) | 94.48 (22)  |
| 23                                                    | Manuel Koll          | Áustria          | 132.02 | 51.12 (19) | 80.90 (23)  |
| 24                                                    | Josip Gluhak         | Croácia          | 118.37 | 44.52 (28) | 73.85 (24)  |
| 25                                                    | Ruben Blommaert      | Bélgica          | 111.34 | 47.38 (24) | 63.96 (25)  |
| Não avançaram para a patinação livre / programa longo |                      |                  |        |            |             |
| 26                                                    | Elliot Hilton        | Reino Unido      | 46.26  | 46.26 (25) |             |
| 27                                                    | Danil Privalov       | Azerbaijão       | 45.93  | 45.93 (26) |             |
| 28                                                    | Mikko Minkkinen      | Finlândia        | 44.66  | 44.66 (27) |             |
| 29                                                    | Alper Uçar           | Turquia          | 41.10  | 41.10 (29) |             |
| 30                                                    | Maxim Shipov         | Israel           | 40.98  | 40.98 (30) |             |
| 31                                                    | Naiden Borichev      | Bulgária         | 40.02  | 40.02 (31) |             |
| 32                                                    | Luka Čadež           | Eslovênia        | 38.36  | 38.36 (32) |             |
| 33                                                    | Igor Macypura        | Eslováquia       | 38.30  | 38.30 (33) |             |
| 34                                                    | Tigran Vardanjan     | Hungria          | 35.04  | 35.04 (34) |             |
| 35                                                    | Zoltán Kelemen       | Romênia          | 34.82  | 34.82 (35) |             |

### Individual feminino

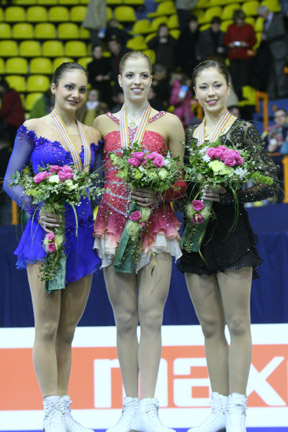
Pódio da competição individual feminina, da esquerda para direita: Sarah Meier (prata), Carolina Kostner (ouro), Laura Lepistö (bronze).

| Medalha de ouro                                       | Carolina Kostner         | Itália           | 171.28 | 59.31 (1)  | 111.97 (2) |
| Medalha de prata                                      | Sarah Meier              | Suíça            | 169.44 | 56.44 (4)  | 113.00 (1) |
| Medalha de bronze                                     | Laura Lepistö            | Finlândia        | 165.65 | 56.96 (3)  | 108.69 (3) |
| 4                                                     | Júlia Sebestyén          | Hungria          | 162.89 | 55.54 (5)  | 107.35 (4) |
| 5                                                     | Kiira Korpi              | Finlândia        | 162.22 | 58.60 (2)  | 103.62 (5) |
| 6                                                     | Valentina Marchei        | Itália           | 153.34 | 53.69 (6)  | 99.65 (6)  |
| 7                                                     | Elene Gedevanishvili     | Geórgia          | 147.09 | 53.43 (8)  | 93.66 (8)  |
| 8                                                     | Jenna McCorkell          | Reino Unido      | 145.57 | 53.68 (7)  | 91.89 (10) |
| 9                                                     | Ksenia Doronina          | Rússia           | 144.20 | 50.91 (10) | 93.29 (9)  |
| 10                                                    | Jenni Vähämaa            | Finlândia        | 142.40 | 47.05 (12) | 95.35 (7)  |
| 11                                                    | Tuğba Karademir          | Turquia          | 138.73 | 50.28 (11) | 88.45 (11) |
| 12                                                    | Annette Dytrt            | Alemanha         | 132.95 | 51.99 (9)  | 80.96 (13) |
| 13                                                    | Stefania Berton          | Itália           | 130.59 | 46.84 (13) | 83.75 (12) |
| 14                                                    | Karen Venhuizen          | Países Baixos    | 126.30 | 45.53 (15) | 80.77 (14) |
| 15                                                    | Nella Simaová            | República Tcheca | 124.39 | 45.64 (14) | 78.75 (17) |
| 16                                                    | Tamar Katz               | Israel           | 123.41 | 43.77 (17) | 79.64 (16) |
| 17                                                    | Nina Petushkova          | Rússia           | 122.97 | 42.58 (19) | 80.39 (15) |
| 18                                                    | Viktoria Helgesson       | Suécia           | 121.42 | 44.07 (16) | 77.35 (19) |
| 19                                                    | Anna Jurkiewicz          | Polônia          | 120.76 | 42.55 (20) | 78.21 (18) |
| 20                                                    | Sonia Lafuente           | Espanha          | 119.66 | 43.26 (18) | 76.40 (21) |
| 21                                                    | Katherine Hadford        | Hungria          | 115.99 | 39.46 (22) | 76.53 (20) |
| 22                                                    | Roxana Luca              | Romênia          | 104.72 | 39.29 (23) | 65.43 (22) |
| 23                                                    | Viviane Käser            | Suíça            | 103.83 | 39.06 (24) | 64.77 (23) |
| 24                                                    | Olga Ikonnikova          | Estônia          | 101.20 | 40.71 (21) | 60.49 (24) |
| 25                                                    | Maria Dikanovic          | Croácia          | 76.24  | 23.88 (40) | 52.36 (25) |
| Não avançaram para a patinação livre / programa longo |                          |                  |        |            |            |
| 26                                                    | Gwendoline Didier        | França           | 37.91  | 37.91 (25) |            |
| 27                                                    | Julia Sheremet           | Bielorrússia     | 37.89  | 37.89 (26) |            |
| 28                                                    | Bettina Heim             | Suíça            | 36.73  | 36.73 (27) |            |
| 29                                                    | Ekaterina Proyda         | Ucrânia          | 35.85  | 35.85 (28) |            |
| 30                                                    | Jacqueline Belenyesiová  | Eslováquia       | 34.08  | 34.08 (29) |            |
| 31                                                    | Erle Harstad             | Noruega          | 33.51  | 33.51 (30) |            |
| 32                                                    | Barbara Klerk            | Bélgica          | 32.99  | 32.99 (31) |            |
| 33                                                    | Denise Koegl             | Áustria          | 32.28  | 32.28 (32) |            |
| 34                                                    | Sonia Radeva             | Bulgária         | 31.66  | 31.66 (33) |            |
| 35                                                    | Stasia Rage              | Letônia          | 30.94  | 30.94 (34) |            |
| 36                                                    | Teodora Poštič           | Eslovênia        | 30.34  | 30.34 (35) |            |
| 37                                                    | Ksenia Jastsenjski       | Sérvia           | 30.30  | 30.30 (36) |            |
| 38                                                    | Mérovée Ephrem           | Comores          | 28.34  | 28.34 (37) |            |
| 39                                                    | Maria-Elena Papasotiriou | Grécia           | 25.92  | 25.92 (38) |            |
| 40                                                    | Beatrice Rozinskaite     | Lituânia         | 24.07  | 24.07 (39) |            |

### Duplas

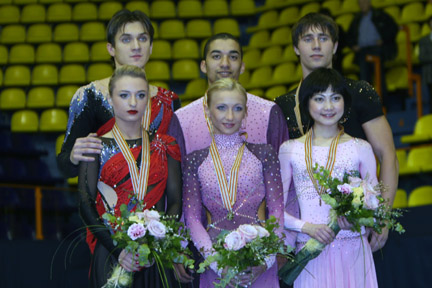
Pódio da competição de duplas, da esquerda para direita: Maria Mukhortova e Maxim Trankov (prata), Aliona Savchenko e Robin Szolkowy (ouro), Yuko Kawaguchi e Alexander Smirnov (bronze).

| Pos.              | Nome                                      | Nacionalidade | Pontos | PC         | PL         |
| ----------------- | ----------------------------------------- | ------------- | ------ | ---------- | ---------- |
| Medalha de ouro   | Aliona Savchenko / Robin Szolkowy         | Alemanha      | 202.39 | 70.36 (1)  | 132.03 (1) |
| Medalha de prata  | Maria Mukhortova / Maxim Trankov          | Rússia        | 169.41 | 62.73 (2)  | 106.68 (2) |
| Medalha de bronze | Yuko Kawaguchi / Alexander Smirnov        | Rússia        | 167.25 | 61.25 (4)  | 106.00 (3) |
| 4                 | Tatiana Volosozhar / Stanislav Morozov    | Ucrânia       | 163.43 | 61.29 (3)  | 102.14 (4) |
| 5                 | Arina Ushakova / Sergei Karev             | Rússia        | 130.34 | 49.43 (5)  | 80.91 (6)  |
| 6                 | Stacey Kemp / David King                  | Reino Unido   | 129.13 | 46.05 (7)  | 83.08 (5)  |
| 7                 | Mari Vartmann / Florian Just              | Alemanha      | 119.86 | 47.23 (6)  | 72.63 (8)  |
| 8                 | Mélodie Chataigner / Medhi Bouzzine       | França        | 116.48 | 41.97 (8)  | 74.51 (7)  |
| 9                 | Dominika Piątkowska / Dmitri Khromin      | Polônia       | 112.96 | 41.23 (9)  | 71.73 (10) |
| 10                | Marika Zanforlin / Federico Degli Esposti | Itália        | 112.11 | 40.08 (10) | 72.03 (9)  |
| 11                | Laura Magitteri / Ondřej Hotárek          | Itália        | 109.88 | 39.54 (11) | 70.34 (11) |
| 12                | Ekaterina Sosinova / Fedor Sokolov        | Israel        | 104.40 | 38.06 (12) | 66.34 (13) |
| 13                | Ekaterina Kostenko / Roman Talan          | Ucrânia       | 103.06 | 36.68 (13) | 66.38 (12) |
| 14                | Amy Ireland / Michael Bahoric             | Croácia       | 78.44  | 29.50 (14) | 48.94 (15) |
| 15                | Ariel Fay Gagnon / Chad Tsagris           | Grécia        | 72.07  | 20.92 (15) | 51.15 (14) |

### Dança no gelo

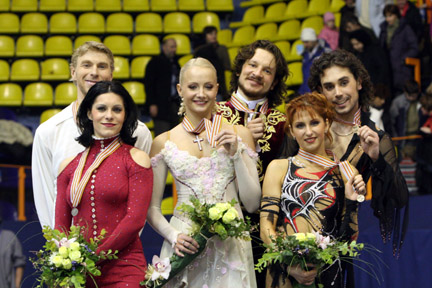
Pódio da competição de dança no gelo, da esquerda para direita: Isabelle Delobel e Olivier Schoenfelder (prata), Oksana Domnina e Maxim Shabalin (ouro), Jana Khokhlova e Sergei Novitski (bronze).

| Pos.                             | Nome                                    | Nacionalidade    | Pontos}} | DC         | DO         | DL         |
| -------------------------------- | --------------------------------------- | ---------------- | -------- | ---------- | ---------- | ---------- |
| Medalha de ouro                  | Oksana Domnina / Maxim Shabalin         | Rússia           | 207.14   | 40.25 (2)  | 61.90 (2)  | 104.99 (1) |
| Medalha de prata                 | Isabelle Delobel / Olivier Schoenfelder | França           | 205.92   | 41.25 (1)  | 62.72 (1)  | 101.95 (2) |
| Medalha de bronze                | Jana Khokhlova / Sergei Novitski        | Rússia           | 197.06   | 37.37 (3)  | 60.03 (3)  | 99.66 (3)  |
| 4                                | Federica Faiella / Massimo Scali        | Itália           | 190.95   | 36.87 (4)  | 58.79 (4)  | 95.29 (4)  |
| 5                                | Nathalie Péchalat / Fabian Bourzat      | França           | 185.26   | 34.58 (5)  | 56.97 (6)  | 93.71 (5)  |
| 6                                | Sinead Kerr / John Kerr                 | Reino Unido      | 182.06   | 33.55 (6)  | 58.54 (5)  | 89.97 (6)  |
| 7                                | Anna Cappellini / Luca Lanotte          | Itália           | 172.64   | 30.97 (10) | 54.07 (7)  | 87.60 (7)  |
| 8                                | Alexandra Zaretski / Roman Zaretski     | Israel           | 171.70   | 33.12 (7)  | 53.31 (9)  | 85.27 (9)  |
| 9                                | Pernelle Carron / Mathieu Jost          | França           | 170.62   | 30.15 (11) | 53.52 (8)  | 86.95 (8)  |
| 10                               | Kristin Fraser / Igor Lukanin           | Azerbaijão       | 168.87   | 33.02 (8)  | 52.07 (10) | 83.78 (10) |
| 11                               | Anna Zadorozhniuk / Sergei Verbillo     | Ucrânia          | 165.11   | 31.28 (9)  | 50.86 (12) | 82.97 (11) |
| 12                               | Katherine Copely / Deividas Stagniūnas  | Lituânia         | 158.98   | 28.81 (14) | 51.29 (11) | 78.88 (12) |
| 13                               | Ekaterina Rubleva / Ivan Shefer         | Rússia           | 156.59   | 29.18 (12) | 49.69 (13) | 77.72 (13) |
| 14                               | Alla Beknazarova / Vladimir Zuev        | Ucrânia          | 154.02   | 28.90 (13) | 47.92 (14) | 77.20 (15) |
| 15                               | Christina Beier / William Beier         | Alemanha         | 150.57   | 25.97 (16) | 47.10 (15) | 77.50 (14) |
| 16                               | Barbora Silná / Dmitri Matsjuk          | Áustria          | 142.58   | 26.44 (15) | 44.79 (17) | 71.35 (16) |
| 17                               | Kamila Hájková / David Vincour          | República Tcheca | 141.32   | 24.88 (18) | 45.92 (16) | 70.52 (17) |
| 18                               | Phillipa Towler-Green / Phillip Poole   | Reino Unido      | 135.63   | 24.27 (19) | 42.80 (18) | 68.56 (18) |
| 19                               | Joanna Budner / Jan Mościcki            | Polônia          | 132.05   | 22.47 (20) | 42.30 (19) | 67.28 (19) |
| 20                               | Leonie Krail / Oscar Peter              | Suíça            | 127.61   | 21.50 (21) | 40.13 (21) | 65.98 (20) |
| 21                               | Krisztina Barta / Ádám Tóth             | Hungria          | 126.23   | 21.17 (22) | 40.41 (20) | 64.65 (21) |
| 22                               | Ksenia Shmirina / Egor Maistrov         | Bielorrússia     | 116.63   | 20.25 (23) | 35.36 (22) | 61.02 (22) |
| 23                               | Kristina Kiudmaa / Aleksei Trohlev      | Estônia          | 99.06    | 15.26 (25) | 32.08 (24) | 51.72 (23) |
| WD                               | Ina Demireva / Juri Kurakin             | Bulgária         | 51.91    | 17.31 (24) | 34.60 (23) | — (WD)     |
| Não avançaram para a dança livre |                                         |                  |          |            |            |            |
| 25                               | Nadine Ahmed / Bruce Porter             | Azerbaijão       | 42.89    | 15.15 (26) | 27.74 (25) |            |
| WD                               | Anastasia Grebenkina / Vazgen Azroyan   | Armênia          | 25.41    | 25.41 (17) | — (WD)     |            |

## Quadro de medalhas
| Ordem | País             | Medalha de ouro | Medalha de prata | Medalha de bronze |    | Ordem por total |
| ----- | ---------------- | --------------- | ---------------- | ----------------- | -- | --------------- |
| 1     | Rússia           | 1               | 1                | 2                 | 4  | 1               |
| 2     | Alemanha         | 1               |                  |                   | 1  | 4               |
| 2     | Itália           | 1               |                  |                   | 1  | 4               |
| 2     | República Tcheca | 1               |                  |                   | 1  | 4               |
| 5     | Suíça            |                 | 2                |                   | 2  | 2               |
| 6     | França           |                 | 1                | 1                 | 2  | 2               |
| 7     | Finlândia        |                 |                  | 1                 | 1  | 4               |
| TOTAL | TOTAL            | 4               | 4                | 4                 | 12 | —               |